# Simone Perrotta
Simone Perrotta (Ashton-under-Lyne, 17 settembre 1977) è un ex calciatore italiano, di ruolo centrocampista. Con la nazionale italiana si è laureato campione del mondo nel 2006.
Dopo aver vestito le maglie di Reggina e Juventus, a partire dal 1999 si impone in Serie A con il Bari. Dopo tre stagioni al Chievo, viene acquistato, nel 2004, dalla Roma legandosi alla maglia giallorossa per nove stagioni, impreziosite dalla conquista di due Coppe Italia e una Supercoppa italiana, oltre che da tre secondi posti in campionato.
Con la nazionale italiana, con cui ha disputato un mondiale e due europei, è diventato campione del mondo nel 2006.

## Biografia
Nato nella contea inglese di Greater Manchester, vi ha vissuto sino all'età di 5 anni. Successivamente si è trasferito a Cerisano, in provincia di Cosenza, luogo del quale la sua famiglia era originaria. Suo figlio Francesco, nato nel 2004, gioca come centrocampista nell'Atletico Lodigiani in Serie D.

## Caratteristiche tecniche
Centrocampista completo, abile negli inserimenti e nel palleggio, nella prima fase di carriera era impiegato per lo più nel ruolo di centrocampista centrale o mediano.
Dal 2005 venne utilizzato stabilmente come trequartista nel 4-2-3-1 di Luciano Spalletti alla Roma e come interno sinistro da Marcello Lippi in nazionale.

## Carriera

### Club

#### Reggina
Cresciuto nella squadra del paese, il Cerisano, e nel Castrolibero, è stato in seguito tesserato dalla Reggina, nel 1990, a 13 anni. Con gli amaranto ha giocato in tutte le categorie, dai Giovanissimi alla Primavera.
Il 10 settembre 1995 esordisce contro il Chievo in Serie B. Nella stagione 1995-1996 disputa 26 gare e segna la sua prima rete da professionista nella partita contro l'Ancona. Viene inoltre convocato nell'Under-21 di Serie B.

#### Juventus e Bari
Nell'estate 1998 viene ingaggiato dalla Juventus, trovandovi poco spazio a causa della vasta concorrenza a centrocampo. Con la formazione piemontese ha inoltre modo di esordire in Europa, giocando in Champions League e Coppa Intertoto.
Un anno più tardi passa al Bari, vestendone la maglia sino al 2001.

#### Chievo
Per la stagione 2001-02 firma con il neopromosso Chievo, realizzando la prima rete dei veronesi in Serie A (nel 2-0 contro la Fiorentina). Il centrocampista si mette particolarmente in luce al fianco di Corini, conferendo sostanza e qualità alla mediana scaligera. Grazie anche al suo contributo, i gialloblu di Delneri sono protagonisti di un formidabile girone di andata e a fine campionato ottengono la qualificazione in Coppa UEFA.
L'esperienza veneta dura sino al 2004, con un totale di 100 presenze e 7 gol.

#### Roma

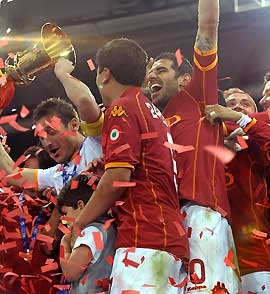
Perrotta, in giallorosso, alla cerimonia di premiazione della Coppa Italia 2007-2008.

Nel 2004 viene acquistato dalla Roma, dapprima allenata da Cesare Prandelli, poi da Rudi Völler, e infine dal suo ex allenatore Luigi Delneri, che lo fa giocare centrocampista di contenimento a sostegno di Francesco Totti, Antonio Cassano e Vincenzo Montella in una stagione molto travagliata per i giallorossi.
Nella stagione 2005-2006 arriva Luciano Spalletti che, dopo i primi mesi di scarsi risultati, ridisegna la squadra con un 4-2-3-1 impiegando Perrotta come trequartista per favorirne gli inserimenti alle spalle di Totti. Al termine della stagione viene convocato in Nazionale per il campionato del mondo 2006. Nella stagione successiva realizza otto reti in campionato, tra le quali una nella gara vinta per 3-1 in casa dei campioni d'Italia dell'Inter. Risulta inoltre, con quattro gol, capocannoniere della Coppa Italia, conquistata dalla Roma in finale contro l'Inter con una vittoria per 6-2 all'andata e una sconfitta per 2-1 al ritorno: Perrotta segna una rete in entrambe le gare. Il gol all'Olympiacos in Champions League (competizione dove la Roma esce ai quarti) porta il computo totale a 13 reti in stagione, suo record.
Il 19 agosto 2007 vince la Supercoppa italianaa San Siro (Inter-Roma 0-1) ma non la gioca in quanto viene espulso dall'arbitro Roberto Rosetti per proteste verso il quarto uomo e il guardalinee prima ancora di entrare in campo. Il 24 maggio 2008 vince la seconda Coppa Italia nella finale unica allo Stadio Olimpico (Roma-Inter 2-1) segnando il gol del 2-0.
Perrotta rimane un punto fermo anche nella stagione 2009-2010 agli ordini di Claudio Ranieri (subentrato a Spalletti) che si chiude con un secondo posto dopo una entusiasmante rincorsa sull'Inter e con la finale di Coppa Italia persa sempre contro i nerazzurri. La stagione 2010-11 si apre per i giallorossi con la sconfitta in Supercoppa di Lega e si chiude con un sesto posto ma il rendimento di Perrotta rimane tra i migliori sia in campionato che in Champions League (eliminazione agli ottavi).
Nelle ultime due stagioni in giallorosso trova meno spazio e annuncia il ritiro nel 2013, all'età di 35 anni.
Con la maglia della Roma ha collezionato in totale 326 presenze segnando 49 gol in nove stagioni. In totale in carriera ha giocato 575 partite e ha segnato 59 gol.

### Nazionale

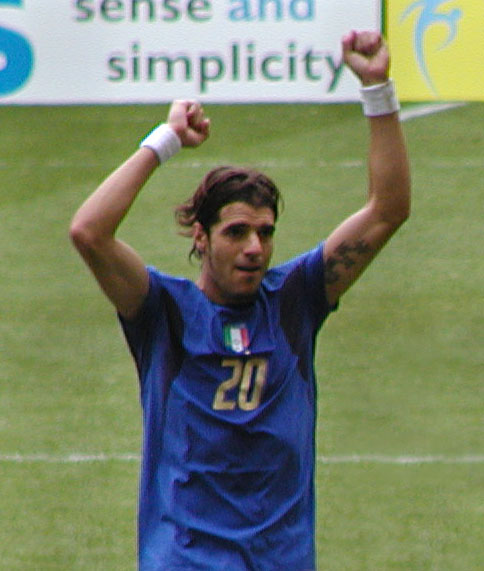
Perrotta esultante in nazionale, al termine di una partita dei Mondiali di Germania 2006.

Con la nazionale Under-21 guidata da Marco Tardelli, ha fatto parte della rosa vincitrice all'Europeo di categoria del 2000.
In seguito, le buone prestazioni con il Chievo gli valgono la chiamata in nazionale da parte del CT Giovanni Trapattoni: compie il suo esordio il 20 novembre 2002, a 25 anni, nella partita amichevole pareggiata 1-1 contro la Turchia a Pescara. Durante la gestione tecnica del Trap, diviene una pedina importante: partecipa all'Europeo 2004, realizzando il suo primo gol in azzurro nella vittoria per 2-1 contro la Bulgaria nella fase a gironi, che tuttavia non è sufficiente per accedere ai quarti di finale.
È convocato da Marcello Lippi per il Mondiale 2006, giocando l'intera competizione da titolare. Schierato da laterale di centrocampo, fornisce un contributo importante nella manifestazione vinta dagli Azzurri. Due anni più tardi, sotto la conduzione di Roberto Donadoni, prende parte anche all'Europeo 2008, chiuso ai quarti di finale.
Infine, dopo il ritorno di Lippi sulla panchina azzurra ottiene altre presenze da subentrato, fino all'ultima avvenuta il 10 febbraio 2009 nella partita amichevole persa per 2-0 contro il Brasile a Londra.

## Dopo il ritiro
Il 14 gennaio 2013 entra a far parte del Consiglio Federale della FIGC per la componente atleti.
Nel 2014, ha collaborato con il canale televisivo Sport Uno conducendo il programma I Football - Italian Football Talent, seguendo sui vari campi d'Italia i settori giovanili e i giovani talenti.
Nel 2018, insieme al suo ex compagno di squadra Max Tonetto, ha fondato la scuola calcio Jem’s soccer accademy.
Tre anni dopo come vicepresidente segue lo sviluppo della A.S.D. Roma Calcio Amputati, squadra di calcio a 7 che giocherà al campo della Jem’s all’Infernetto.
Nel 2024 ad Ashton in Inghilterra, viene installata una statua che lo raffigura
Attualmente è consigliere federale in quota AIC e vice presidente del settore giovanile scolastico.

## Statistiche

### Presenze e reti nei club
Statistiche aggiornate al 26 maggio 2013.
| Stagione        | Squadra         | Campionato      | Campionato | Campionato | Coppe nazionali | Coppe nazionali | Coppe nazionali | Coppe continentali | Coppe continentali | Coppe continentali | Altre coppe | Altre coppe | Altre coppe | Totale | Totale |
| Stagione        | Squadra         | Comp            | Pres       | Reti       | Comp            | Pres            | Reti            | Comp               | Pres               | Reti               | Comp        | Pres        | Reti        | Pres   | Reti   |
| --------------- | --------------- | --------------- | ---------- | ---------- | --------------- | --------------- | --------------- | ------------------ | ------------------ | ------------------ | ----------- | ----------- | ----------- | ------ | ------ |
| 1995-1996       | Reggina         | B               | 22         | 0          | CI              | 0               | 0               | -                  | -                  | -                  | -           | -           | -           | 0      | 0      |
| 1996-1997       | Reggina         | B               | 29         | 0          | CI              | 0               | 0               | -                  | -                  | -                  | -           | -           | -           | 0      | 0      |
| 1997-1998       | Reggina         | B               | 26         | 1          | CI              | 0               | 0               | -                  | -                  | -                  | -           | -           | -           | 0      | 0      |
| Totale Reggina  | Totale Reggina  | Totale Reggina  | 77         | 1          |                 | 0               | 0               |                    | -                  | -                  |             | -           | -           | 77     | 1      |
| 1998-1999       | Juventus        | A               | 5+2        | 0          | CI              | 6               | 1               | UCL                | 1                  | 0                  | -           | -           | -           | 14     | 1      |
| lug.-ago. 1999  | Juventus        | A               | 0          | 0          | CI              | 0               | 0               | Int                | 1                  | 0                  | -           | -           | -           | 1      | 0      |
| Totale Juventus | Totale Juventus | Totale Juventus | 5+2        | 0          |                 | 6               | 1               |                    | 2                  | 0                  |             | -           | -           | 15     | 1      |
| 1999-2000       | Bari            | A               | 31         | 1          | CI              | 1               | 0               | -                  | -                  | -                  | -           | -           | -           | 32     | 1      |
| 2000-2001       | Bari            | A               | 25         | 0          | CI              | 0               | 0               | -                  | -                  | -                  | -           | -           | -           | 25     | 0      |
| Totale Bari     | Totale Bari     | Totale Bari     | 56         | 1          |                 | 1               | 0               |                    | -                  | -                  |             | -           | -           | 57     | 1      |
| 2001-2002       | Chievo          | A               | 32         | 4          | CI              | 3               | 1               | -                  | -                  | -                  | -           | -           | -           | 35     | 5      |
| 2002-2003       | Chievo          | A               | 32         | 1          | CI              | 0               | 0               | CU                 | 2                  | 0                  | -           | -           | -           | 34     | 1      |
| 2003-2004       | Chievo          | A               | 31         | 1          | CI              | 0               | 0               | -                  | -                  | -                  | -           | -           | -           | 31     | 1      |
| Totale Chievo   | Totale Chievo   | Totale Chievo   | 95         | 6          |                 | 3               | 1               |                    | 2                  | 0                  |             | -           | -           | 100    | 7      |
| 2004-2005       | Roma            | A               | 30         | 3          | CI              | 5               | 0               | UCL                | 4                  | 0                  | -           | -           | -           | 39     | 3      |
| 2005-2006       | Roma            | A               | 35         | 5          | CI              | 5               | 2               | CU                 | 7                  | 1                  | -           | -           | -           | 47     | 8      |
| 2006-2007       | Roma            | A               | 34         | 8          | CI              | 7               | 4               | UCL                | 9                  | 1                  | SI          | 1           | 0           | 51     | 13     |
| 2007-2008       | Roma            | A               | 29         | 5          | CI              | 6               | 1               | UCL                | 6                  | 1                  | SI          | 0           | 0           | 41     | 7      |
| 2008-2009       | Roma            | A               | 25         | 5          | CI              | 1               | 0               | UCL                | 6                  | 0                  | SI          | 1           | 0           | 33     | 5      |
| 2009-2010       | Roma            | A               | 32         | 5          | CI              | 3               | 0               | UEL                | 5                  | 1                  | -           | -           | -           | 40     | 6      |
| 2010-2011       | Roma            | A               | 26         | 3          | CI              | 3               | 0               | UCL                | 6                  | 0                  | SI          | 1           | 0           | 36     | 3      |
| 2011-2012       | Roma            | A               | 19         | 0          | CI              | 2               | 0               | UEL                | 2                  | 1                  | -           | -           | -           | 23     | 1      |
| 2012-2013       | Roma            | A               | 16         | 2          | CI              | 1               | 0               | -                  | -                  | -                  | -           | -           | -           | 17     | 2      |
| Totale Roma     | Totale Roma     | Totale Roma     | 246        | 36         |                 | 33              | 7               |                    | 45                 | 5                  |             | 3           | 0           | 327    | 48     |
| Totale carriera | Totale carriera | Totale carriera | 479+2      | 44         |                 | 43              | 9               |                    | 49                 | 5                  |             | 3           | 0           | 574+2  | 58     |

### Cronologia presenze e reti in nazionale
| Cronologia completa delle presenze e delle reti in nazionale ― Italia | Cronologia completa delle presenze e delle reti in nazionale ― Italia | Cronologia completa delle presenze e delle reti in nazionale ― Italia | Cronologia completa delle presenze e delle reti in nazionale ― Italia | Cronologia completa delle presenze e delle reti in nazionale ― Italia | Cronologia completa delle presenze e delle reti in nazionale ― Italia | Cronologia completa delle presenze e delle reti in nazionale ― Italia | Cronologia completa delle presenze e delle reti in nazionale ― Italia |
| Data                                                                  | Città                                                                 | In casa                                                               | Risultato                                                             | Ospiti                                                                | Competizione                                                          | Reti                                                                  | Note                                                                  |
| --------------------------------------------------------------------- | --------------------------------------------------------------------- | --------------------------------------------------------------------- | --------------------------------------------------------------------- | --------------------------------------------------------------------- | --------------------------------------------------------------------- | --------------------------------------------------------------------- | --------------------------------------------------------------------- |
| 20-11-2002                                                            | Pescara                                                               | Italia                                                                | 1 – 1                                                                 | Turchia                                                               | Amichevole                                                            | -                                                                     |                                                                       |
| 12-2-2003                                                             | Genova                                                                | Italia                                                                | 1 – 0                                                                 | Portogallo                                                            | Amichevole                                                            | -                                                                     |                                                                       |
| 29-3-2003                                                             | Palermo                                                               | Italia                                                                | 2 – 0                                                                 | Finlandia                                                             | Qual. Euro 2004                                                       | -                                                                     |                                                                       |
| 30-4-2003                                                             | Ginevra                                                               | Svizzera                                                              | 1 – 2                                                                 | Italia                                                                | Amichevole                                                            | -                                                                     |                                                                       |
| 3-6-2003                                                              | Campobasso                                                            | Italia                                                                | 2 – 0                                                                 | Irlanda del Nord                                                      | Amichevole                                                            | -                                                                     | 57’                                                                   |
| 11-6-2003                                                             | Helsinki                                                              | Finlandia                                                             | 0 – 2                                                                 | Italia                                                                | Qual. Euro 2004                                                       | -                                                                     |                                                                       |
| 20-8-2003                                                             | Stoccarda                                                             | Germania                                                              | 0 – 1                                                                 | Italia                                                                | Amichevole                                                            | -                                                                     | 66’                                                                   |
| 6-9-2003                                                              | Milano                                                                | Italia                                                                | 4 – 0                                                                 | Galles                                                                | Qual. Euro 2004                                                       | -                                                                     | 86’                                                                   |
| 10-9-2003                                                             | Belgrado                                                              | Serbia e Montenegro                                                   | 1 – 1                                                                 | Italia                                                                | Qual. Euro 2004                                                       | -                                                                     |                                                                       |
| 11-10-2003                                                            | Reggio Calabria                                                       | Italia                                                                | 4 – 0                                                                 | Azerbaigian                                                           | Qual. Euro 2004                                                       | -                                                                     |                                                                       |
| 12-11-2003                                                            | Varsavia                                                              | Polonia                                                               | 3 – 1                                                                 | Italia                                                                | Amichevole                                                            | -                                                                     |                                                                       |
| 16-11-2003                                                            | Ancona                                                                | Italia                                                                | 1 – 0                                                                 | Romania                                                               | Amichevole                                                            | -                                                                     |                                                                       |
| 18-2-2004                                                             | Palermo                                                               | Italia                                                                | 2 – 2                                                                 | Rep. Ceca                                                             | Amichevole                                                            | -                                                                     | 82’                                                                   |
| 31-3-2004                                                             | Braga                                                                 | Portogallo                                                            | 1 – 2                                                                 | Italia                                                                | Amichevole                                                            | -                                                                     | 46’                                                                   |
| 28-4-2004                                                             | Genova                                                                | Italia                                                                | 1 – 1                                                                 | Spagna                                                                | Amichevole                                                            | -                                                                     | 46’                                                                   |
| 30-5-2004                                                             | Radès                                                                 | Tunisia                                                               | 0 – 4                                                                 | Italia                                                                | Amichevole                                                            | -                                                                     | 46’                                                                   |
| 14-6-2004                                                             | Guimarães                                                             | Danimarca                                                             | 0 – 0                                                                 | Italia                                                                | Euro 2004 - 1º turno                                                  | -                                                                     |                                                                       |
| 18-6-2004                                                             | Porto                                                                 | Italia                                                                | 1 – 1                                                                 | Svezia                                                                | Euro 2004 - 1º turno                                                  | -                                                                     |                                                                       |
| 22-6-2004                                                             | Guimarães                                                             | Italia                                                                | 2 – 1                                                                 | Bulgaria                                                              | Euro 2004 - 1º turno                                                  | 1                                                                     | 68’                                                                   |
| 18-8-2004                                                             | Reykjavík                                                             | Islanda                                                               | 2 – 0                                                                 | Italia                                                                | Amichevole                                                            | -                                                                     |                                                                       |
| 13-10-2004                                                            | Parma                                                                 | Italia                                                                | 4 – 3                                                                 | Bielorussia                                                           | Qual. Mondiali 2006                                                   | -                                                                     | 64’                                                                   |
| 1-3-2006                                                              | Firenze                                                               | Italia                                                                | 4 – 1                                                                 | Germania                                                              | Amichevole                                                            | -                                                                     | 64’                                                                   |
| 31-5-2006                                                             | Ginevra                                                               | Svizzera                                                              | 1 – 1                                                                 | Italia                                                                | Amichevole                                                            | -                                                                     | 76’                                                                   |
| 2-6-2006                                                              | Losanna                                                               | Italia                                                                | 0 – 0                                                                 | Ucraina                                                               | Amichevole                                                            | -                                                                     | 58’                                                                   |
| 12-6-2006                                                             | Hannover                                                              | Italia                                                                | 2 – 0                                                                 | Ghana                                                                 | Mondiali 2006 - 1º turno                                              | -                                                                     |                                                                       |
| 17-6-2006                                                             | Kaiserslautern                                                        | Italia                                                                | 1 – 1                                                                 | Stati Uniti                                                           | Mondiali 2006 - 1º turno                                              | -                                                                     |                                                                       |
| 22-6-2006                                                             | Amburgo                                                               | Rep. Ceca                                                             | 0 – 2                                                                 | Italia                                                                | Mondiali 2006 - 1º turno                                              | -                                                                     |                                                                       |
| 26-6-2006                                                             | Kaiserslautern                                                        | Italia                                                                | 1 – 0                                                                 | Australia                                                             | Mondiali 2006 - Ottavi di finale                                      | -                                                                     |                                                                       |
| 30-6-2006                                                             | Amburgo                                                               | Italia                                                                | 3 – 0                                                                 | Ucraina                                                               | Mondiali 2006 - Quarti di finale                                      | -                                                                     |                                                                       |
| 4-7-2006                                                              | Dortmund                                                              | Germania                                                              | 0 – 2 dts                                                             | Italia                                                                | Mondiali 2006 - Semifinale                                            | -                                                                     | 104’                                                                  |
| 9-7-2006                                                              | Berlino                                                               | Italia                                                                | 1 – 1 dts (5 - 3 dtr)                                                 | Francia                                                               | Mondiali 2006 - Finale                                                | -                                                                     | 61’ 4º Titolo Mondiale                                                |
| 2-9-2006                                                              | Napoli                                                                | Italia                                                                | 1 – 1                                                                 | Lituania                                                              | Qual. Euro 2008                                                       | -                                                                     | 28’ 72’                                                               |
| 6-9-2006                                                              | Saint-Denis                                                           | Francia                                                               | 3 – 1                                                                 | Italia                                                                | Qual. Euro 2008                                                       | -                                                                     | 44’                                                                   |
| 11-10-2006                                                            | Tbilisi                                                               | Georgia                                                               | 1 – 3                                                                 | Italia                                                                | Qual. Euro 2008                                                       | 1                                                                     |                                                                       |
| 28-3-2007                                                             | Bari                                                                  | Italia                                                                | 2 – 0                                                                 | Scozia                                                                | Qual. Euro 2008                                                       | -                                                                     | 77’                                                                   |
| 6-6-2007                                                              | Kaunas                                                                | Lituania                                                              | 0 – 2                                                                 | Italia                                                                | Qual. Euro 2008                                                       | -                                                                     | 71’                                                                   |
| 8-9-2007                                                              | Milano                                                                | Italia                                                                | 0 – 0                                                                 | Francia                                                               | Qual. Euro 2008                                                       | -                                                                     | 58’                                                                   |
| 12-9-2007                                                             | Kiev                                                                  | Ucraina                                                               | 1 – 2                                                                 | Italia                                                                | Qual. Euro 2008                                                       | -                                                                     | 47’ 68’                                                               |
| 21-11-2007                                                            | Modena                                                                | Italia                                                                | 3 – 1                                                                 | Fær Øer                                                               | Qual. Euro 2008                                                       | -                                                                     |                                                                       |
| 6-2-2008                                                              | Zurigo                                                                | Italia                                                                | 3 – 1                                                                 | Portogallo                                                            | Amichevole                                                            | -                                                                     | 53’                                                                   |
| 26-3-2008                                                             | Elche                                                                 | Spagna                                                                | 1 – 0                                                                 | Italia                                                                | Amichevole                                                            | -                                                                     | 61’                                                                   |
| 13-6-2008                                                             | Zurigo                                                                | Italia                                                                | 1 – 1                                                                 | Romania                                                               | Euro 2008 - 1º turno                                                  | -                                                                     | 58’                                                                   |
| 17-6-2008                                                             | Zurigo                                                                | Francia                                                               | 0 – 2                                                                 | Italia                                                                | Euro 2008 - 1º turno                                                  | -                                                                     | 63’                                                                   |
| 22-6-2008                                                             | Vienna                                                                | Spagna                                                                | 0 – 0 dts (4 - 2 dtr)                                                 | Italia                                                                | Euro 2008 - Quarti di finale                                          | -                                                                     | 58’                                                                   |
| 20-8-2008                                                             | Nizza                                                                 | Italia                                                                | 2 – 2                                                                 | Austria                                                               | Amichevole                                                            | -                                                                     | 46’                                                                   |
| 11-10-2008                                                            | Sofia                                                                 | Bulgaria                                                              | 0 – 0                                                                 | Italia                                                                | Qual. Mondiali 2010                                                   | -                                                                     | 68’                                                                   |
| 15-10-2008                                                            | Lecce                                                                 | Italia                                                                | 2 – 1                                                                 | Montenegro                                                            | Qual. Mondiali 2010                                                   | -                                                                     | 65’                                                                   |
| 10-2-2009                                                             | Londra                                                                | Brasile                                                               | 2 – 0                                                                 | Italia                                                                | Amichevole                                                            | -                                                                     | 65’                                                                   |
| Totale                                                                |                                                                       | Presenze                                                              | 48                                                                    |                                                                       | Reti                                                                  | 2                                                                     |                                                                       |

| Cronologia completa delle presenze e delle reti in nazionale ― Italia under 21 | Cronologia completa delle presenze e delle reti in nazionale ― Italia under 21 | Cronologia completa delle presenze e delle reti in nazionale ― Italia under 21 | Cronologia completa delle presenze e delle reti in nazionale ― Italia under 21 | Cronologia completa delle presenze e delle reti in nazionale ― Italia under 21 | Cronologia completa delle presenze e delle reti in nazionale ― Italia under 21 | Cronologia completa delle presenze e delle reti in nazionale ― Italia under 21 | Cronologia completa delle presenze e delle reti in nazionale ― Italia under 21 |
| Data                                                                           | Città                                                                          | In casa                                                                        | Risultato                                                                      | Ospiti                                                                         | Competizione                                                                   | Reti                                                                           | Note                                                                           |
| ------------------------------------------------------------------------------ | ------------------------------------------------------------------------------ | ------------------------------------------------------------------------------ | ------------------------------------------------------------------------------ | ------------------------------------------------------------------------------ | ------------------------------------------------------------------------------ | ------------------------------------------------------------------------------ | ------------------------------------------------------------------------------ |
| 17-11-1998                                                                     | Benevento                                                                      | Italia under 21                                                                | 0 – 0                                                                          | Spagna under 21                                                                | Amichevole                                                                     | -                                                                              | 65’                                                                            |
| 8-10-1999                                                                      | Barysaŭ                                                                        | Bielorussia under 21                                                           | 1 – 2                                                                          | Italia under 21                                                                | Qual. Europeo Under-21 2000                                                    | -                                                                              | 72’                                                                            |
| 23-2-2000                                                                      | Trapani                                                                        | Italia under 21                                                                | 2 – 0                                                                          | Svezia under 21                                                                | Amichevole                                                                     | 1                                                                              |                                                                                |
| 25-4-2000                                                                      | Rieti                                                                          | Italia under 21                                                                | 2 – 0                                                                          | Rep. Ceca under 21                                                             | Amichevole                                                                     | -                                                                              |                                                                                |
| 27-5-2000                                                                      | Bratislava                                                                     | Inghilterra under 21                                                           | 0 – 2                                                                          | Italia under 21                                                                | Europeo Under-21 2000 - 1º turno                                               | -                                                                              | 85’                                                                            |
| 1-6-2000                                                                       | Bratislava                                                                     | Turchia under 21                                                               | 1 – 3                                                                          | Italia under 21                                                                | Europeo Under-21 2000 - 1º turno                                               | -                                                                              | 46’                                                                            |
| Totale                                                                         |                                                                                | Presenze                                                                       | 6                                                                              |                                                                                | Reti                                                                           | 1                                                                              |                                                                                |

## Palmarès

### Club
- Coppa Italia: 2

Roma: 2006-2007, 2007-2008
- Supercoppa italiana: 1

Roma: 2007

### Nazionale
- Campionato d'Europa Under-21: 1

Slovacchia 2000
- Campionato mondiale: 1

Germania 2006

### Individuale
- Capocannoniere della Coppa Italia: 1

2006-2007 (4 gol)
- Premio nazionale Andrea Fortunato categoria calciatore: 1

2012